# Oberonia djamuensis
Oberonia djamuensis är en orkidéart som beskrevs av Rudolf Schlechter. Oberonia djamuensis ingår i släktet Oberonia och familjen orkidéer. Inga underarter finns listade i Catalogue of Life.